# Arulnithi Tamilarasu
Arulnithi Tamilarasu (ur. 27 lipca 1987 r. w Ćennaj) — indyjski aktor.
Pochodzi z rodziny od dziesięcioleci ściśle związanej z tamilskim przemysłem filmowym oraz życiem politycznym. Jest synem producenta filmowego M.K. Tamilarasu i wnukiem wielokrotnego premiera Tamil Nadu, M. Karunanidhiego. Kształcił się między innymi w Wielkiej Brytanii. Zadebiutował w 2010, grając w Vamsam w reżyserii Pandiraja. Film spotkał się z pozytywnym odbiorem, Arulnithiemu przyniósł natomiast nominację do Vijay Award w kategorii najlepszy męski debiut. Kolejny obraz z jego udziałem, Udhayan (2011) w reżyserii Chaplina, nie odniósł sukcesu. Mouna Guru (2011) zebrał głównie przychylne recenzje.
Arulnithi był pierwszym od ok. czterdziestu lat członkiem klanu Karunanidhi, który został obsadzony w roli głównej. Uprzednio, w latach 70., w tym charakterze grywał M.K. Muthu.